# Remparts de Revest-des-Brousses
Les remparts de Revest-des-Brousses sont des remparts situés à Revest-des-Brousses, en France.

## Localisation
Les remparts sont situés sur la commune de Revest-des-Brousses, dans le département français des Alpes-de-Haute-Provence.

## Historique
L'édifice est inscrit au titre des monuments historiques en 1943.